# Nadine Keßler
Nadine Keßler (Landstuhl, 1988. április 4. –) Európa-bajnok német női labdarúgó, a VfL Wolfsburg és a német női válogatott korábbi támadó középpályása. Jelenleg az UEFA nőifutball-szakágvezetője.

A 2013-14-es idényben mutatott remek teljesítménye révén elnyerte az UEFA Év Női Játékosa-díjat, majd 2015 januárjában az Aranylabda-átadás keretén belül megválasztották 2014 legjobb női labdarúgójának (FIFA Women's Player of the Year).

## Pályafutása

### Klubszinten
Pályafutását az SV Herschbergben kezdte, majd játszott az SV Hermersbergben, valamint az SC Weselberg együttesében is. 2004 és 2009 között az 1. FC Saarbrücken tagja és csapatkapitánya.
A csapatban eltöltött első szezonjában a másodosztály ezüstérmeseként zárta a bajnokságot. A következő idényben ez az eredmény megismétlődött, ám a tehetséges játékos ezúttal a bajnokság déli csoportjában megszerezte a gólkirályi címet 24 találatával. A 2006–2007-es bajnokság meghozta az áttörést, a bajnoki címet is begyújtötték, Keßler pedig ismét gólkirály lett, ezúttal 27 góllal.
Az első osztályban csak egy szezont töltött el, a frissen feljutott Saarbrücken az idény végén az utolsó előtti, 11. helyen végzett. Az év azonban mégsem sikerült teljesen rosszra, mivel a német kupában bejutottak a döntőbe, ám ott az 1. FFC Frankfurt ellen a vezető gól megszerzése ellenére 5–1-es vereséget szenvedtek.

### A válogatottban
A válogatottban 2005-ben debütált. Első sikere a 2006-os U19-es női Európa-bajnokság megnyerése volt. A német női U19-es csapat azon a tornán összesen negyedszer nyerte meg a titulust (2000, 2001, és 2002 után). A döntőt Bernben rendezték 2006. július 22-én, amely során Oroszország csapatát győzték le 3–0-ra, a németek góljait a Kerschowski testvérek szerezték, Isabel kétszer volt eredményes, a 13. és az 53. percben, a végeredményt pedig Monique állította be a 74. percben.
A sikeres Európa-bajnoki szereplés után az U20-as női labdarúgó-világbajnokság keretének is tagja volt. A tona első mérkőzésén Észak-Korea ellen még csak csereként állt be, ám ezt követően minden találkozón a kezdőcsapat tagja volt. A világbajnokságon két gólt szerzett, Mexikó (9–1) és Svájc (6–0) ellen tudott eredményes lenni.
A 2006-os kontinensbajnoki címet 2007-ben sikerült megvédeni, a július 29-i döntőben Anglia ellen nyertek a hosszabbításban szerzett gólokkal 2–0-ra.
A 2008-as U20-as női labdarúgó-világbajnokságon a keret tagja volt, ám a tornán rendre csak csereként kapott játéklehetőséget. A keret tagjaként végül bronzérmesként zárta a világbajnokságot.

## Sikerei, díjai

### Klubcsapattal
1. FC Saarbrücken:
- Német másodosztály bajnoka: 2006–07, 2009–10
- Német másodosztály ezüstérmese: 2004–05, 2005–06
- Német kupa döntős: 2008

1. FFC Turbine Potsdam:
- Német bajnok: 2009–10
- Női UEFA-bajnokok ligája bajnok: 2009–10

VfL Wolfsburg:
- Német bajnok: 2012–13, 2013–14
- Női UEFA-bajnokok ligája bajnok: 2012–13, 2013–14
- Német kupa győztes: 2013

### Válogatottal
- U19-es Európa-bajnok: 2006, 2007
- U20-as világbajnoki-bronzérmes: 2008
- Európa-bajnok: 2013
- Algarve-kupa: 2014

### Egyéni
- Német másodosztály déli csoportjának gólkirálya: 2005-06, 2006-07
- Fritz Walter-medál ezüst fokozata: 2006
- UEFA Az év női játékosa: 2014
- FIFA Az év női játékosa: 2014